# Phyllocnistis magnoliaeella
Phyllocnistis magnoliaeella är en fjärilsart som beskrevs av Victor Toucey Chambers 1878. Phyllocnistis magnoliaeella ingår i släktet Phyllocnistis och familjen styltmalar. Inga underarter finns listade i Catalogue of Life.